# Kathedraal van Liverpool
De Kathedraal van Liverpool (Engels: Cathedral Church of Christ in Liverpool) is een neogotische 20e-eeuwse Anglicaanse kathedraal, gelegen in Liverpool, Engeland.
De kathedraal staat op de heuvel St. James' Mount en is de zetel van de Anglicaanse bisschop van Liverpool. Het is de op vijf na grootste kathedraal in de wereld, waarvan de bouw bijna driekwart eeuw in beslag heeft genomen. Architect van het bouwwerk was Sir Giles Gilbert Scott. 
Het kerkorgel van de orgelbouwers Henry Willis & Sons  is met 10.268 pijpen het grootste van het Verenigd Koninkrijk.

## Galerij

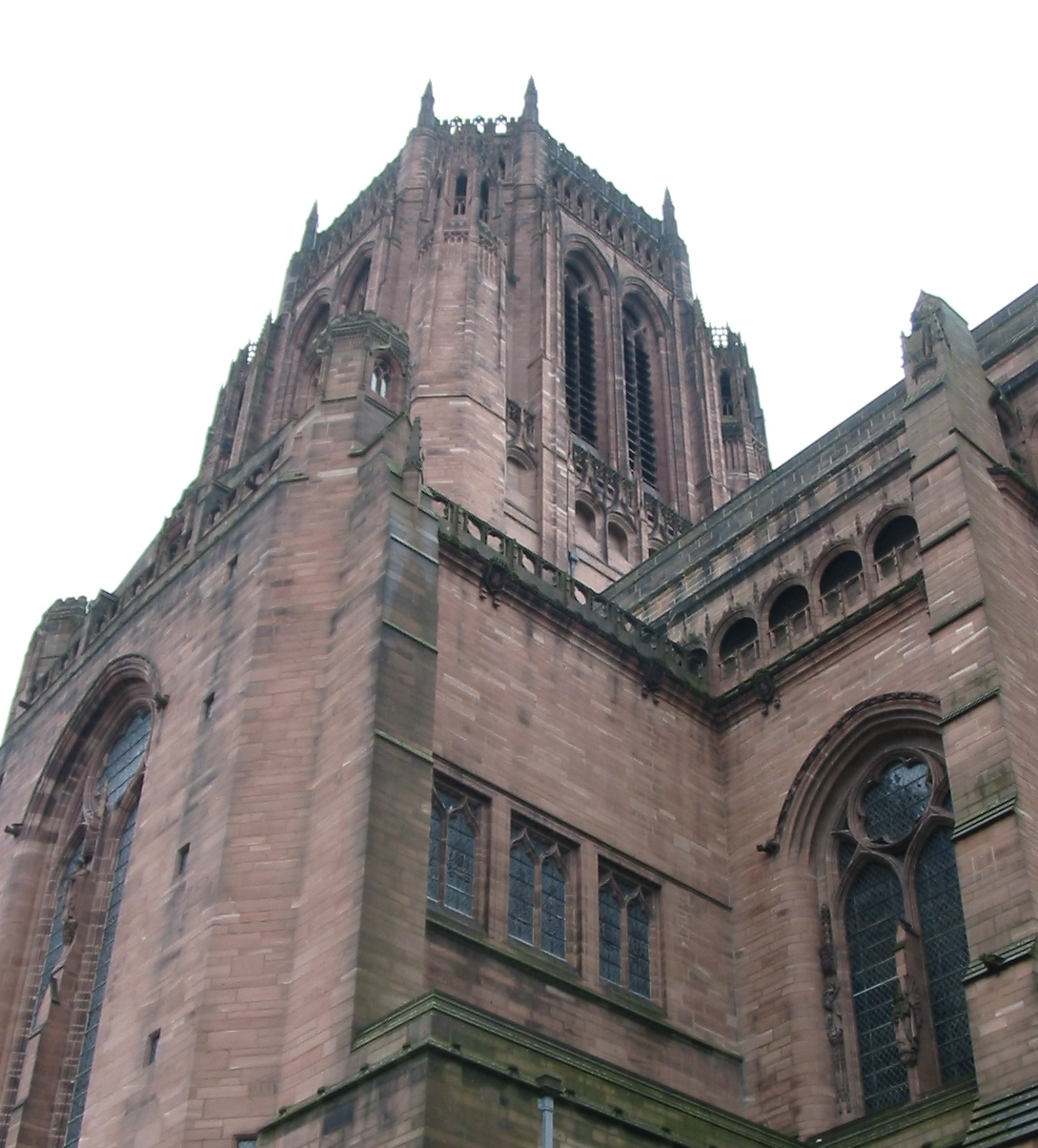
Torengevel
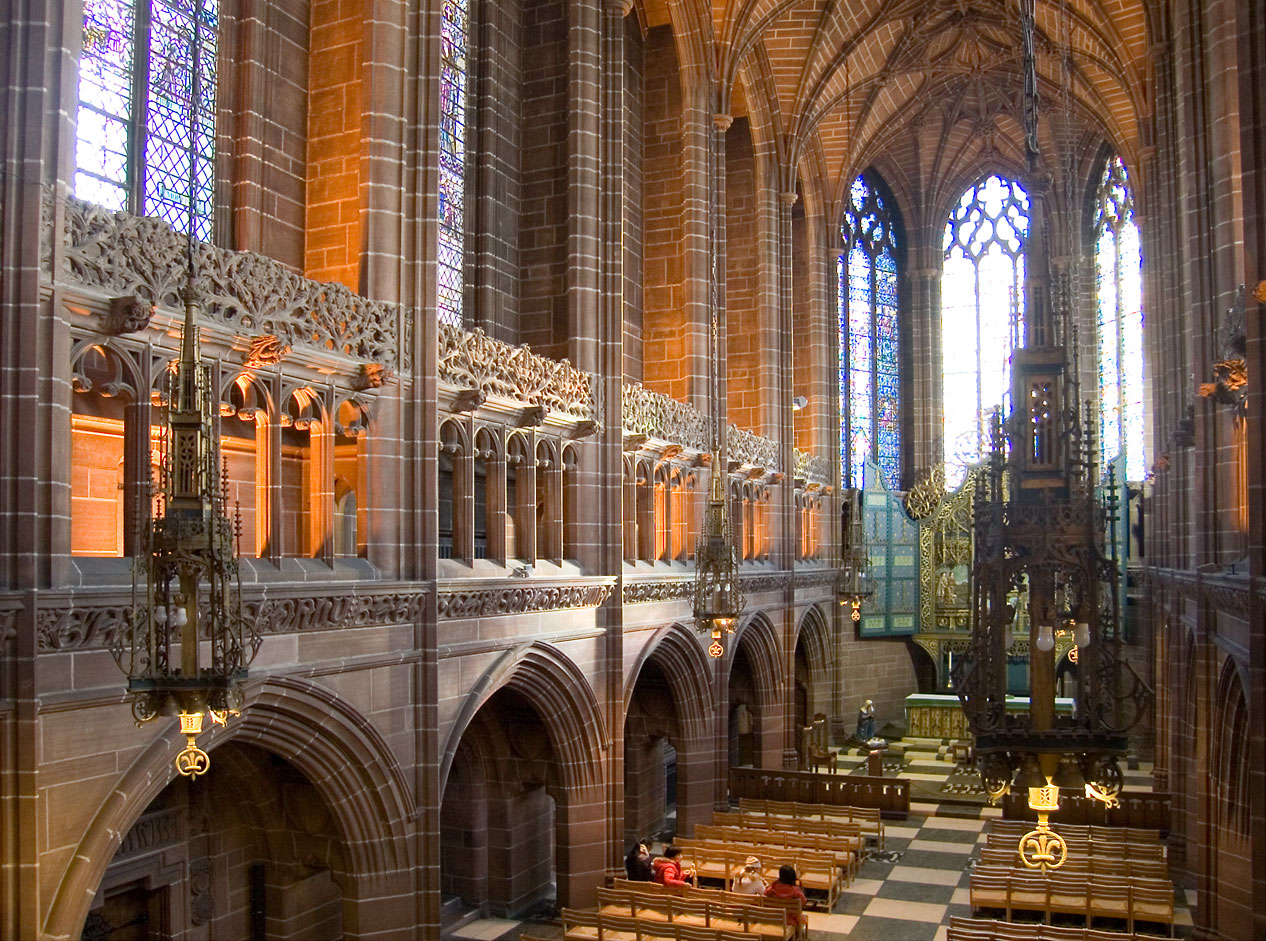
Middenschip
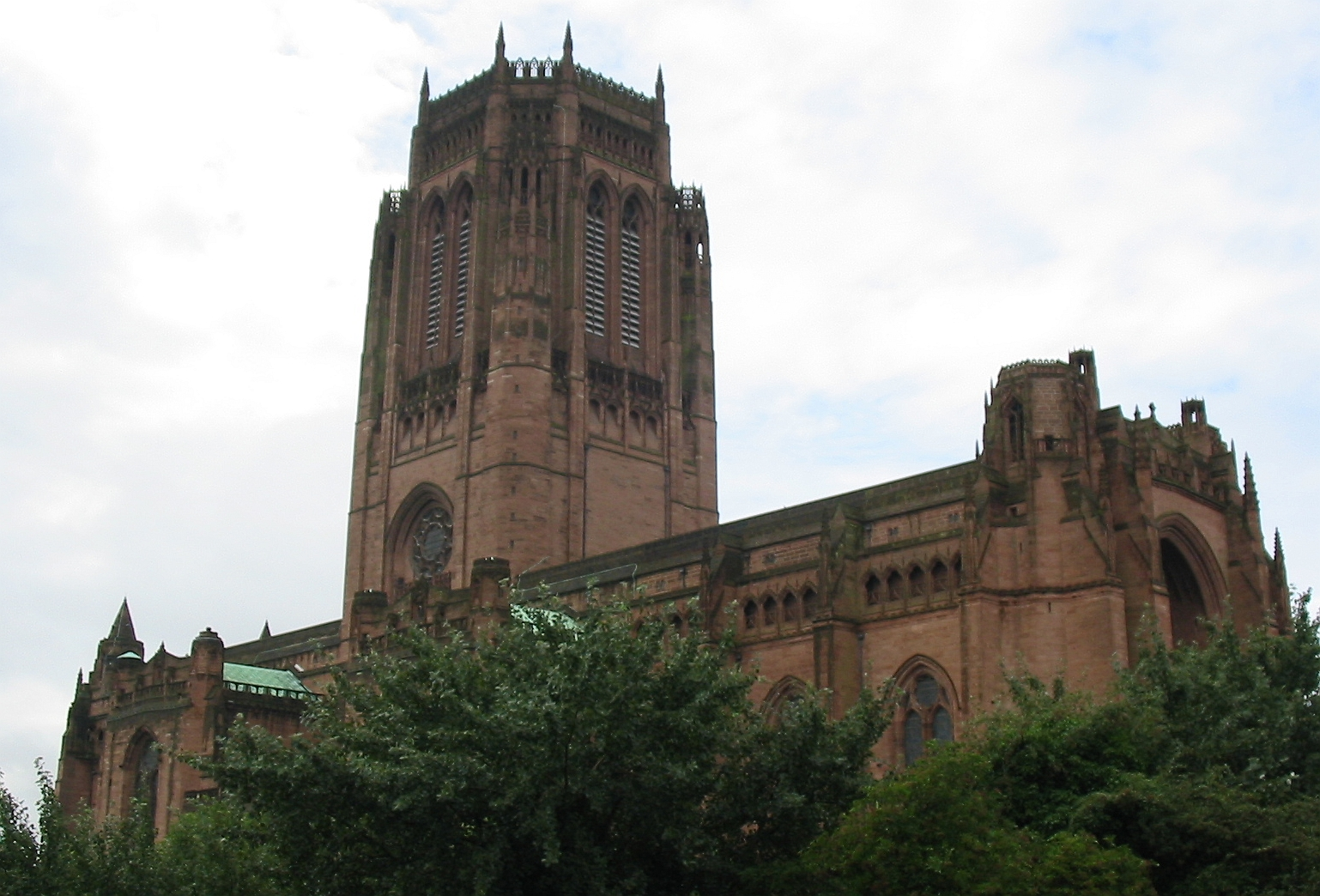
De kathedraal vanuit de oostkant bezien
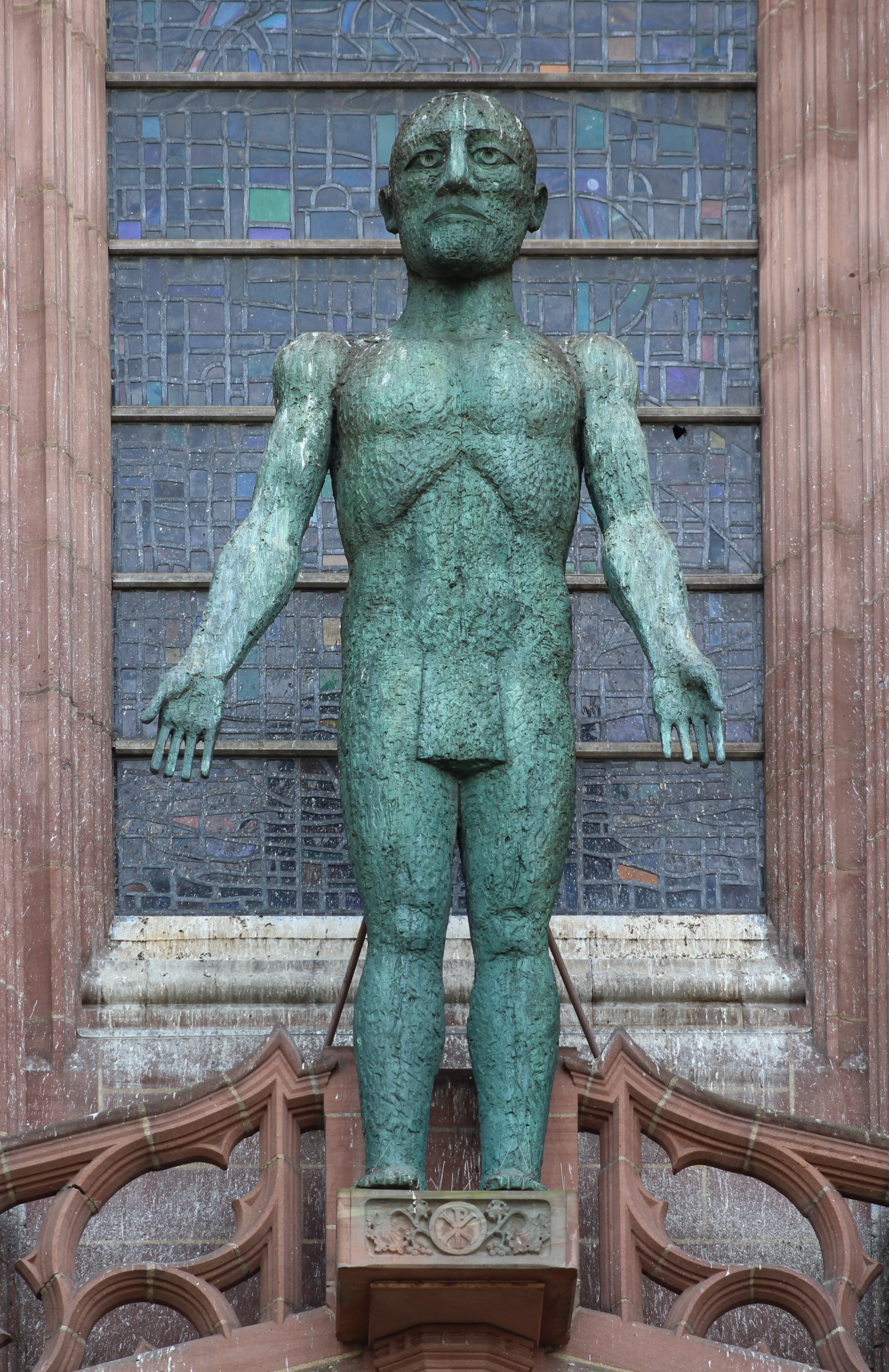
Welcoming Christ (1993) van Elisabeth Frink